# Félix Borja
Félix Borja (San Lorenzo, 2 april 1983) is een Ecuadoraanse profvoetballer die bij voorkeur als aanvaller speelt. Hij verruilde in maart 2015 CF Pachuca voor Mushuc Runa.

## Clubcarrière
Borjas profcarrière begon bij El Nacional uit Quito, waar hij van 2001 tot 2006 speelde. In 2006 vertrok hij naar Olympiakos Piraeus, waarmee hij de eerste Ecuadoraanse speler in de Griekse competitie werd. Borja werd in de zomer van 2007 verhuurd aan FSV Mainz 05, op dat moment spelend in de 2. Bundesliga. Hij scoorde dat seizoen zestien doelpunten. Het seizoen daarop vertrok hij definitief naar Mainz, waarmee hij in 2009 naar de Bundesliga promoveerde. Borja raakte onder meer door blessures op een zijspoor.
In het seizoen 2010/2011 speelde Borja tot de winterstop geen enkele competitiewedstrijd. Daarop kreeg hij voor de kerst van 2010 toestemming voor een transfer. Begin 2011 werd hij gecontracteerd door Puebla FC. Na een half jaar daar werd Borja overgenomen door concurrent CF Pachuca. Ook hier haalde Borja het niet. Na een verhuurperiode bij Puebla tekende hij in 2014 bij LDU Quito en op 14 augustus 2014 werd hij verhuurd aan Chivas USA. Hij maakte zijn debuut voor Chivas op 16 augustus 2014 tegen Vancouver Whitecaps. Aan het einde van het seizoen stond hij op twaalf competitiewedstrijden, waarin hij drie maal het net wist te vinden.

## Interlandcarrière
Borja speelde zijn eerste interland op 17 augustus 2005 tegen Venezuela. Hij maakte deel uit van de selectie voor het WK voetbal 2006 en kwam hierop 45 minuten in actie. Tijdens de Copa América 2007 speelde hij twee van de drie wedstrijden mee..
| WK-statistieken           | Club        | Positie   | W |   |   | D | A |   |   |   |
| ------------------------- | ----------- | --------- | - | - | - | - | - | - | - | - |
| WK voetbal 2006 - Ecuador | El Nacional | aanvaller | 1 | 0 | 1 | 0 | 0 | 0 | 0 | 0 |

## Erelijst
El Nacional
- Campeonato Ecuatoriano

2005 (C)
- Topscorer Copa Libertadores

2006 (5 goals)